# Nym Mixnet
Nym Mixnet ist eine Open-Source-Software, die darauf abzielt, die Vertraulichkeit von Online-Kommunikation zu gewährleisten. Es handelt sich um die Umsetzung eines Mix-Netzwerks, das von David Chaum im Jahr 1981 entwickelt wurde. Das Nym Mixnet leitet den Internetverkehr durch ein globales, mehrschichtiges Overlay-Netzwerk, bestehend aus Hunderten von Knoten, welches die Verbindung zwischen den IP-Adressen von Quelle und Ziel unterbricht.
Ähnlich wie das Tor-Netzwerk oder ein VPN ermöglicht das Mixnet von Nym das Maskieren der IP-Adresse und des Standorts des Nutzers. Es unterscheidet sich jedoch dadurch, dass es auch andere Metadaten verbirgt, von denen Cybersecurity-Experten annehmen, dass sie heutzutage zur Durchführung umfassender Überwachung und Verkehrsanalyse verwendet werden können.
Das Mixnet von Nym verschleiert Metadaten durch drei Hauptmechanismen: Es fügt Dummy-Pakete hinzu, variiert die Übertragungszeiten der Pakete und modifiziert ihre Größe. Diese drei Maßnahmen erschweren die Analyse von Datenschema und die Implementierung von Überwachungssystemen mit dem Ziel der Überwachung, Kontrolle oder des kommerziellen Datenaustauschs durch verschiedene Institutionen, ob privat oder staatlich.

## Geschichte
Die Forschungsarbeiten, die letztlich zur Entwicklung des Mixnets Nym führten, wurden im Rahmen mehrerer Forschungsprojekte der Europäischen Kommission durchgeführt, darunter Panoramix und NextLeap.
An der Entwicklung, gemeinsam mit Aggelos Kiayias, waren auch Forscher des Massachusetts Institute of Technology, der Universität KU Leuven sowie des University College London (UCL) beteiligt.
Auch Mitbegründer des Start-ups Chainspace, das von Meta (Facebook) für das Kryptoprojekt Libra übernommen wurde, nahmen an der Entwicklung teil.
Chelsea Manning, ehemalige Geheimdienstanalystin der US-Armee, die sieben Jahre wegen der Veröffentlichung von 750.000 Dokumenten über Wikileaks im Gefängnis saß, führte einen Audit des Mixnets Nym durch und trat im Januar 2022 dem Team als Sicherheitsexpertin bei.

## Verwendung
Der Zugang zum Mixnet Nym sowie verschiedene Nutzungsmöglichkeiten werden derzeit getestet.
Die Nym-Benutzergemeinschaft hat zwei Anwendungen zur Erforschung der Möglichkeiten des Mixnet Nym entwickelt:
- Pastenym – eine anonyme Alternative zu Pastebin, auf der Nutzer Texte und Bilder veröffentlichen und mit anderen teilen können.
- Der Mixnet-Explorer von Nodes Guru – ein Verzeichnis der Netzwerkkomponenten von Nym, einschließlich ihrer Betriebsparameter, ihres Status und Standorts.